# Nieuwmarktrellen

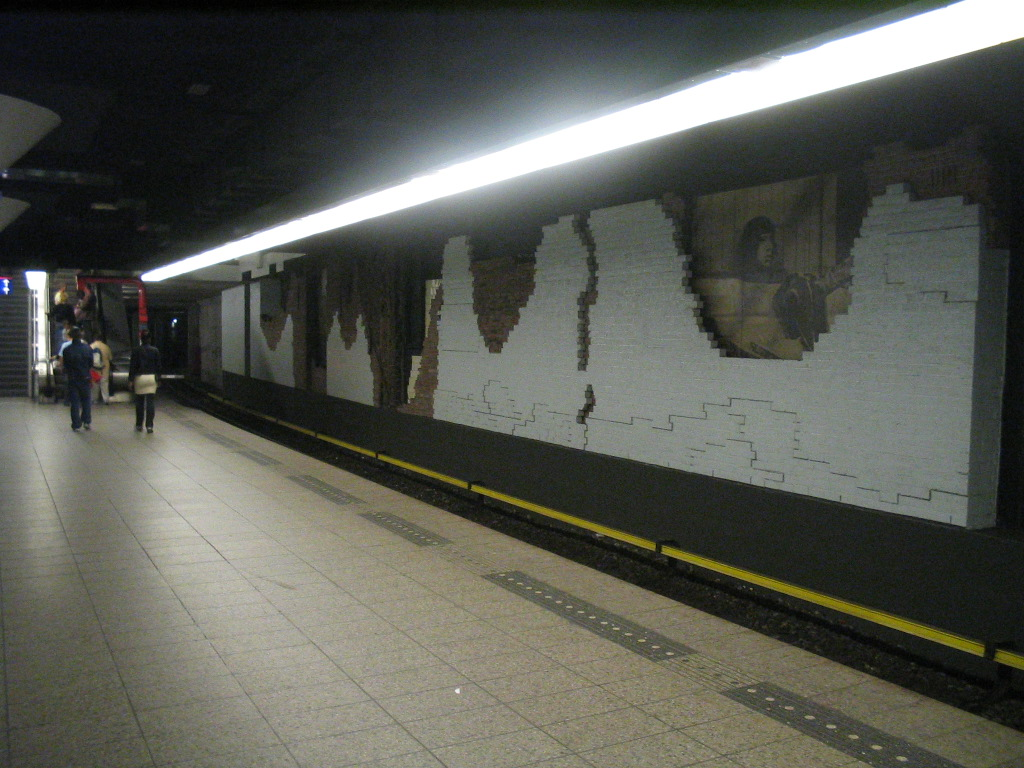
Het kunstwerk in metrostation Nieuwmarkt ter herdenking van de rellen

De Nieuwmarktrellen of metrorellen waren de ernstige ongeregeldheden in de Nieuwmarktbuurt in Amsterdam. De aanleiding tot de Nieuwmarktrellen op 24 maart en 8 april 1975 was de sloop van nog in goede staat verkerende woningen op het tracé van de aanleg van de Oostlijn van de Amsterdamse metro, die moesten wijken voor de tunnelbouw. Ook het plan een autoweg aan te leggen van de Wibautstraat en Weesperstraat via de Nieuwmarktbuurt naar de Prins Hendrikkade en verder richting Haarlemmer Houttuinen stuitte op felle protesten.
Voor de bouw van de 3,5 kilometer lange metrobuis moest een groot deel van de Nieuwmarktbuurt gesloopt worden. Dit kwam doordat bovengronds grote betonnen caissons gebouwd werden die daarna moesten worden afgezonken. De sloop van de Nieuwmarktbuurt leidde tot massale protesten van de bevolking, die uitmondden in de Nieuwmarktrellen en zelfs in een verijdelde bomaanslag die de rechts-radicaal Joop Baank wilde plegen om de Nieuwmarktbeweging in diskrediet te brengen.
De rellen braken uit rondom de aanleg van de metrotunnel waarvoor veel woningen in het gebied de Lastage tussen de Geldersekade en Oudeschans moesten worden gesloopt. Dit stuitte op veel verzet van de bewoners.
Later in 1975 besloot de gemeente Amsterdam daarom na voltooiing van de Oostlijn het Metroplan in te trekken en verder geen nieuwe metrolijnen meer te bouwen.
In het in 1980 geopende metrostation Nieuwmarkt zijn vijf kunstwerken gemaakt ter herinnering aan deze woelige tijd.

## Herstel van oude rooilijnen
Voorts was er aanvankelijk het plan tot aanleg van een brede vierbaansweg door de Nieuwmarktbuurt, die onderdeel was van het Wederopbouwplan uit 1953. Deze zou lopen van de Wibautstraat via de Nieuwmarktbuurt naar de Prins Hendrikkade. Op 5 januari 1972 werd door de gemeenteraad met een stem verschil besloten deze Lastageweg niet aan te leggen en de nieuwe bebouwing volgens de oude rooilijnen te bouwen. Ook kwamen er geen kantoren, maar woningen.
Tussen 1975 en 1984 verrezen rondom het behouden gebleven en in 1974-75 gerestaureerde Huis De Pinto aan de Sint Antoniesbreestraat nieuwbouwwoningen langs de oude rooilijnen, ook boven de afgezonken metrotunnel.

## Politieke achtergrond
Tot in de jaren 1980 stond nog lange tijd op een blinde muur aan de Sint Antoniesbreestraat de tekst De allerslechtsten zijn de als links vermomde rechtsen, mijdt ze als pest, want ze zijn erger dan de rest, die herinnerde aan de door vele bewoners van de Nieuwmarktbuurt ervaren desillusie, toen de buurt aan de slopershamer werd prijsgegeven door een links stadsbestuur.
De Amsterdamse PvdA en de CPN kwamen in 1974 tot een compromis, waarbij de bewoners van de Nieuwmarktbuurt zich opgeofferd voelden aan het ambitieuze project van de metro, die koste wat het kost op het vastgelegde traject verder dan het Waterlooplein moest worden doorgetrokken. Destijds had Amsterdam een stadsbestuur met wethouders van PvdA (o.a. Han Lammers) en de CPN, met daarbij ook nog wethouders van de PPR (Roel van Duijn) en de PSP (Huib Riethof) in een bijrol.
PSP-wethouder Riethof struikelde over de kwestie van de metro door een tegengesteld standpunt te bepleiten dan waarmee zijn partij verkiezingscampagne had gevoerd. Enige tijd daarna moest ook PPR-wethouder Van Duijn het veld ruimen, overigens om een andere kwestie.